# Aqua (Chicago)
Aqua ist der Name eines 262 Meter hohen Wolkenkratzers in Chicago, der im Jahr 2009 fertiggestellt wurde.

## Beschreibung

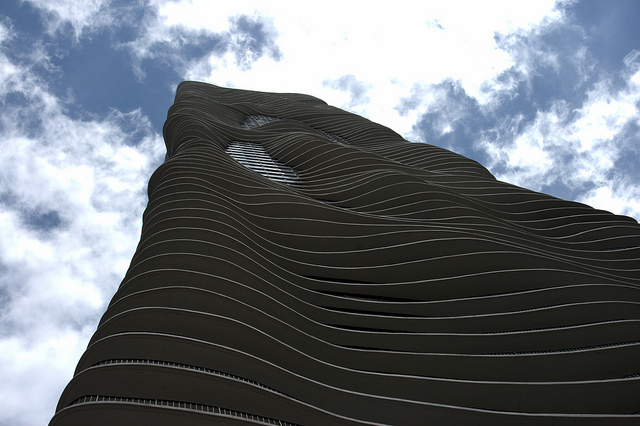
Blick von unten

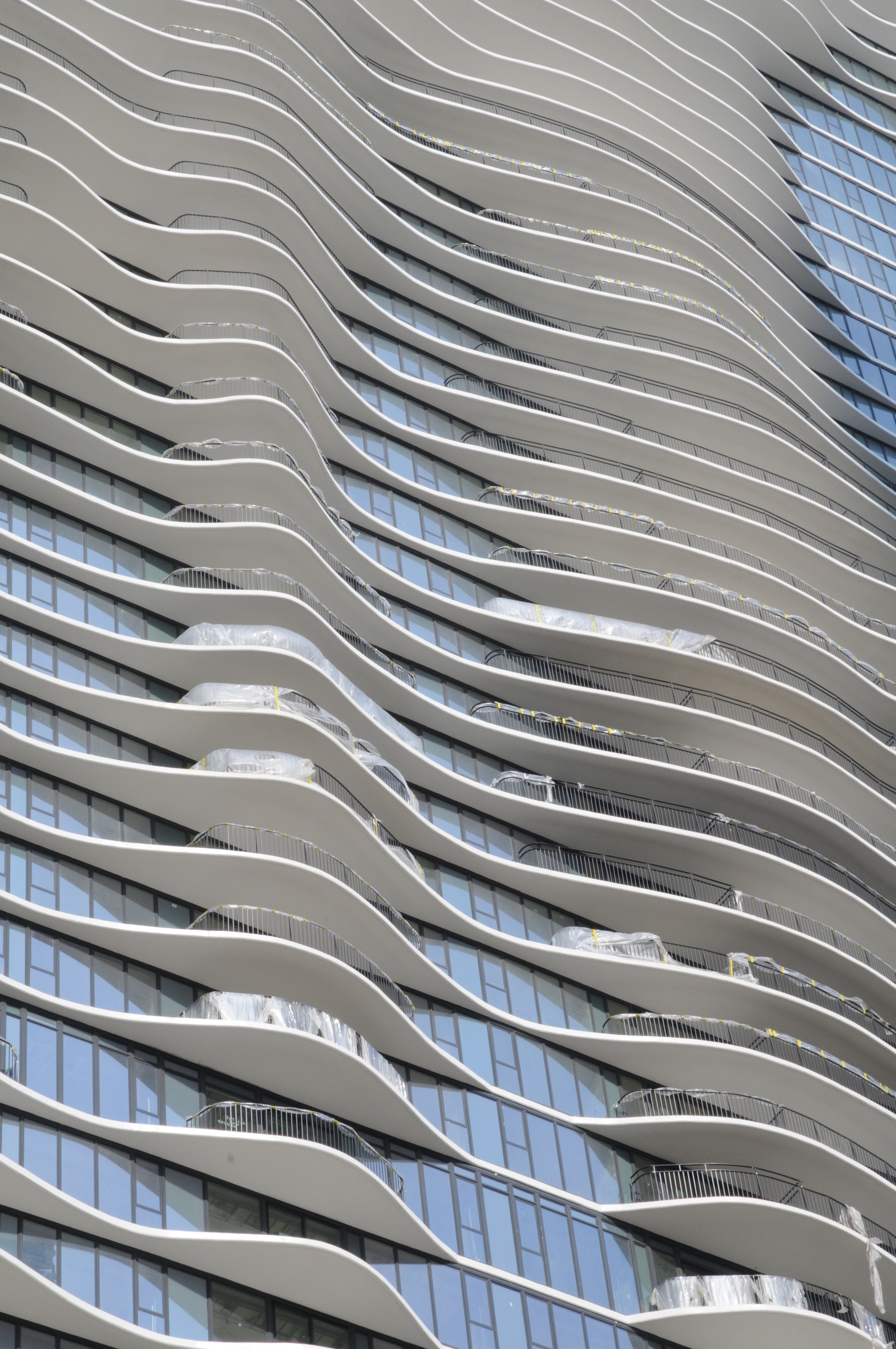
Detail der Fassade

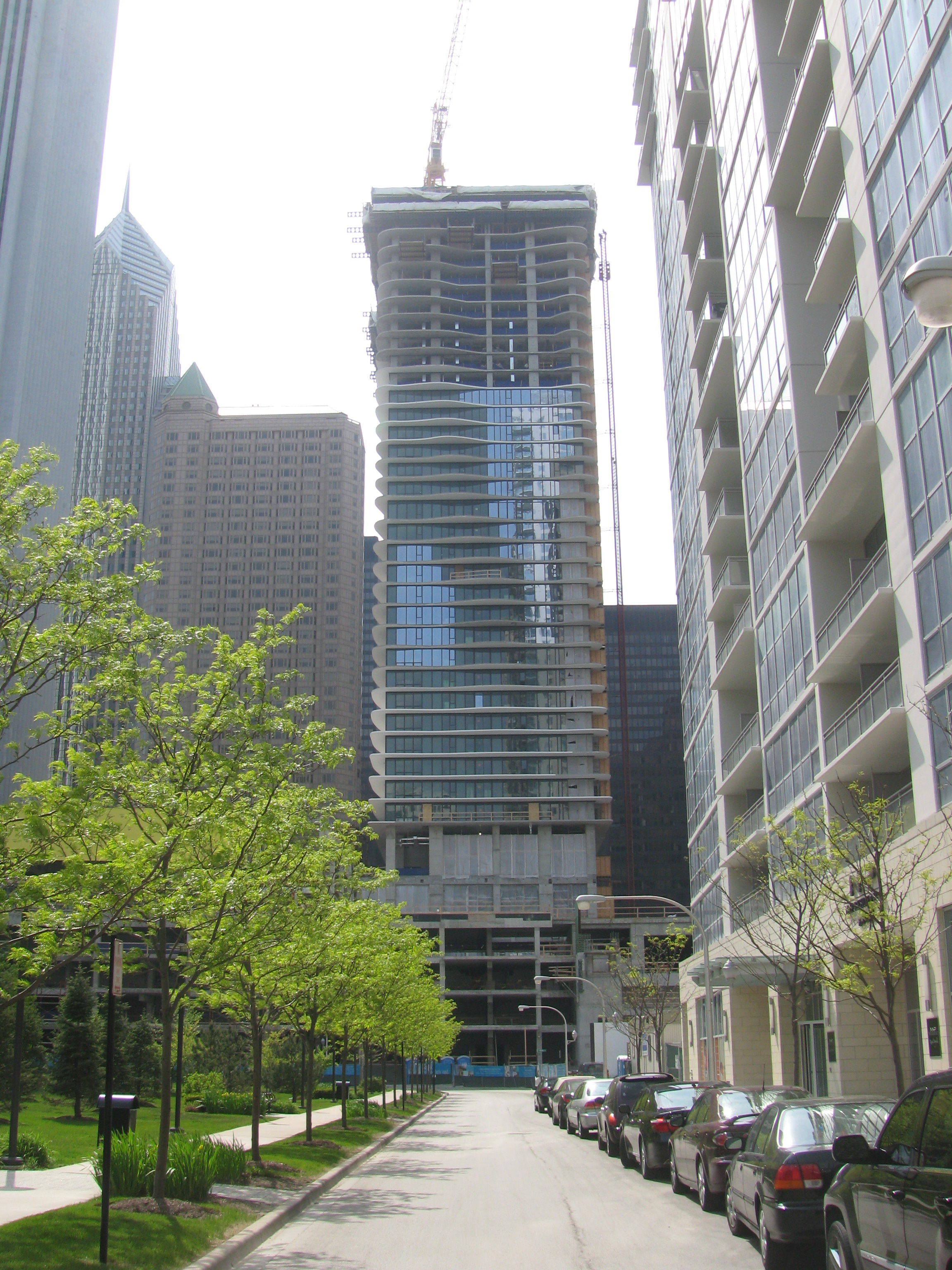
Aqua im Bau, Mai 2008

Mit dem Bau des Gebäudes wurde 2007 begonnen; im Frühjahr 2009 erreichte das Bauwerk seine maximale Höhe, die Bauarbeiten wurden jedoch erst im September 2009 vollständig abgeschlossen. Das Aqua ist 262 Meter hoch und besitzt 86 Etagen.
Im unteren Bereich des Hochhauses (erste bis 18. Etage) befindet sich ein Hotel mit insgesamt 215 Hotelzimmern, im darüberliegenden Bereich sind Wohnungen beherbergt. Mit 86 Geschossen hat das Gebäude im Verhältnis zu seiner Höhe von 262 Metern viele Stockwerke – das sich einige hundert Meter entfernt befindliche Aon Center hat 83 Etagen, ist mit 346 Metern jedoch deutlich höher. Insgesamt hat das Gebäude die viertmeisten Stockwerke in Chicago und die siebtmeisten der USA. Jede Etage des Hochhauses umfasst eine Fläche von 1.500 Quadratmetern. Zudem gibt es im Gebäude auch eine 5.100 m² große Einkaufsfläche. Vor und um den Wolkenkratzer wurde ein Park angelegt, um das Gebäude besser in das Stadtbild einzugliedern.
Der Name des Bauwerks ist auf das an den Gestaltungskomplex „Wasser“ angelehnte Design zurückzuführen; ein Beispiel hierfür ist die wellenförmige Gestaltung der Fassade. Zudem standen beim Bau des Gebäudes umweltfreundliche Aspekte im Vordergrund. Entworfen wurde es von Jeanne Gang und ihrem Mann Marc Gang, die gemeinsam ein Architekturbüro in Chicago betreiben. Megellan Development Group ist der Bauherr bzw. Eigentümer. Diese Gesellschaft hatte schon vorher Wohnungs- und Hotelprojekte in Chicago entwickelt.
Das Bauwerk wurde komplett in Stahlbetonbauweise errichtet.
Der Aqua Tower erhielt für das Jahr 2009 den Emporis Skyscraper Award.

## Film
- Aqua, Chicago. Dokumentarfilm, Deutschland, 2012, 26 Min., Buch und Regie: Joachim Haupt und Sabine Pollmeier, Produktion: Parnass Film, ZDF, arte, Reihe: Faszination Wolkenkratzer, Erstsendung: 23. September 2012 bei arte[4]